# Mandeng Xiang
Mandeng Xiang (kinesiska: 曼等, 曼等乡) är en socken i Kina. Den ligger i provinsen Yunnan, i den sydvästra delen av landet, omkring 230 kilometer väster om provinshuvudstaden Kunming. Antalet invånare är 15 974. Befolkningen består av 7 562 kvinnor och 8 412 män. Barn under 15 år utgör 19,0 %, vuxna 15-64 år 71 %, och äldre över 65 år 8,0 %.
Genomsnittlig årsnederbörd är 1 173 millimeter. Den regnigaste månaden är juli, med i genomsnitt 267 mm nederbörd, och den torraste är februari, med 9 mm nederbörd.